# MiG-13
Mikojan-Gurevič MiG-13 byl sovětský jednomotorový stíhací letoun vyvinutý za druhé světové války, který byl mezičlánkem mezi vrtulovým a proudovým letadlem. Vznikl v konstrukční kanceláři Mikojan-Gurevič, která sestrojila dva významné válečné letouny - MiG-1 a MiG-3.

## Vznik
V průběhu války docházelo k dalšímu zdokonalování těchto typů, ovšem žádná z dalších verzí nebyla zavedena do sériové výroby. Konstruktéři však začali pracovat na prototypech proudových letounů, chyběly však pro ně pohonné jednotky. Jednou z možností urychlení vývoje bylo zhotovení stroje, který by poháněl klasický vrtulový a reaktivní pohon. Profesor K. V. Cholščevnikov v CAGI vyvinul kombinovaný pohon, který se skládal z pístového motoru a motokompresoru VRDK. Výkon motoru se přenášel na vrtuli AV-5B a na motokompresor, dodávající stlačený vzduch do spalovací komory. Oba systémy pracovaly souběžně. Vrtule byla hlavním zdrojem tahu při vzletu a letu cestovní rychlostí, kdy motokompresor běžel naprázdno, tedy bez přívodu paliva do spalovací komory. Pokud bylo zapotřebí zvýšit rychlost, přebral funkci hlavní pohonné jednotky VRDK. Zážeh obstaraly svíčky a tah vrtule se v té cvíli snížil. Samotný tah VRDK bylo možné regulovat pomocí dvou segmentů výstupní trysky, ovládaných hydraulickými válci.
Pro svou předběžnou studii letounu označenou „N“ vybrala OKB Mikojan-Gurevič motor VK-107R, což byl vidlicový dvanáctiválec VK-107A s hnací hřídelí pro VRDK. Tato studie byla přijata 28. března 1944, maketa vnitřního uspořádání byla schválena 28. října a 30. listopadu byly dokončeny výkresy.

## Vývoj
První prototyp I-250 vyjel ze závodu 26. února 1945, zálet provedl zkušební pilot A. P. Dějev 3. března 1945. Výzbroj tvořil kanón Berezin B-20 ráže 20 mm v ose vrtule a dva další téhož typu po stranách motoru. Systém VRDK byl otestován během třetího letu, kdy již byla vyměněna vrtule za typ AV-5L. V průběhu testů byla zvětšena svislá ocasní plocha. Během jednoho ze zkušebních letů došlo v malé výšce k destrukci výškového kormidla, prototyp se zřítil a v jeho troskách zahynul pilot Dějev. 
Zkoušky pak pokračovaly dále na druhém prototypu I-250, který byl dokončen 26. května 1945. V jeho kokpitu se střídali A. P. Jakimov, A. N. Černoburov a I. I. Ivaščenko. Stranová nestabilita během mezních rychlostí byla vyřešena dalším zvětšením SOP. Druhý vyrobený nevyzbrojený I-250 byl neopravitelně poškozen během nouzového přistání.
Koncem roku 1946 si sovětské námořní letectvo objednalo 16 kusů I-250 pod novým označením MiG-13 s ještě větší SOP, zvětšeným objemem palivových nádrží i chladicí kapaliny. Podnikové zkoušky proběhly v červenci 1947 a státní pak mezi 9. říjnem 1947 a 8. dubnem 1948 s pilotem I. M. Suchomlinem. V  této době však již došlo k zalétávání čistě proudového prototypu MiG-9.

## Užití
Letouny MiG-13 byly zařazeny do výzbroje námořního letectva Severní a Baltské flotily, kde setrvaly v činné službě do roku 1950. Mezi piloty byly poměrně oblíbené, a to zejména pro svou jednoduchost a nenáročnost přechodu z klasických vrtulových letadel.

## Specifikace

### Technické údaje
- Osádka: 1 (pilot)
- Rozpětí: 9,50 m[3]
- Délka: 8,185 m[3]
- Výška: 4,25 m
- Nosná plocha: 15,00 m²[3]
- Hmotnost prázdná: 3028 kg[3]
- Maximální vzletová hmotnost: 3931 kg[3]
- Pohonná jednotka: 1 × vidlicový dvanáctiválec VK-107R o startovním výkonu 1700 koní, 1 × motokompresorový urychlovač VRDK o tahu 300 N

### Výkony
- Max. rychlost: 825 km/h
- Stoupavost: 5000 m 4 min 35 s
- Dostup: 11 900 m
- Dolet: 1818 km bez VRDK[3]

### Výzbroj
- 3 × synchronizovaný 20mm automatický kanón B-20